# Ophioneurus nigrivena
Ophioneurus nigrivena is een vliesvleugelig insect uit de familie Trichogrammatidae. De wetenschappelijke naam is voor het eerst geldig gepubliceerd in 1930 door Girault.